# اریک ترامپ
اریک ترامپ (انگلیسی: Eric Trump؛ زادهٔ ۶ ژانویهٔ ۱۹۸۴) یک کارآفرین، و بازرگان اهل ایالات متحده آمریکاست که از سال ۲۰۰۶ میلادی تاکنون مشغول فعالیت بوده است. او پسر دونالد ترامپ رئیس‌جمهور آمریکا است.
از فیلم‌ها یا برنامه‌های تلویزیونی که وی در آن نقش داشته است می‌توان به کارآموز، کارآموز ابرستاره اشاره کرد.